# Itea yunnanensis
Itea yunnanensis är en tvåhjärtbladig växtart som beskrevs av Adrien René Franchet. Itea yunnanensis ingår i släktet Itea och familjen Iteaceae. Inga underarter finns listade i Catalogue of Life.

## Bildgalleri

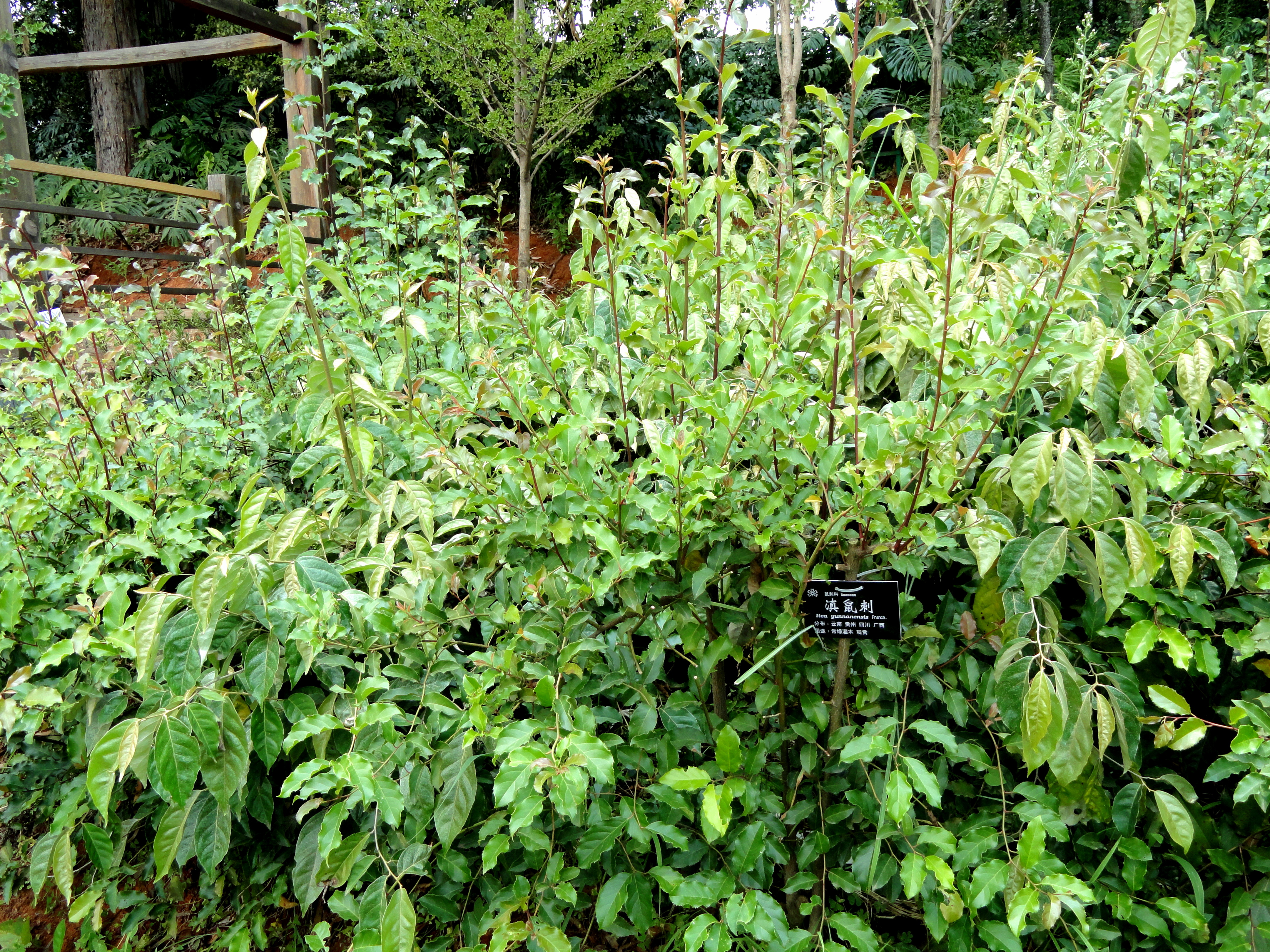